# Уилсон, Эджи
Эджи Уилсон (англ. Ajee' Wilson; род. 8 мая 1994, Нептьюн-Тауншип, Нью-Джерси, США) — американская легкоатлетка, специализирующаяся в беге на 800 метров. Чемпионка мира в помещении 2022 года, призёр чемпионатов мира 2017 и 2019 годов. Чемпионка мира среди юниоров (2012). Чемпионка мира среди девушек до 18 лет (2011). Многократная чемпионка США. Участница Олимпийских игр 2016 и 2020 годов.

## Биография
Начала заниматься лёгкой атлетикой в девять лет вслед за своей младшей сестрой. В школе также увлекалась баскетболом и футболом. В 16 лет смогла отобраться на юниорский чемпионат мира в беге на 800 метров: благодаря двум личным рекордам (в полуфинале и финале) ей удалось занять пятое место среди участниц, которые были старше на два-три года.
С 2011 года тренируется под руководством Дерека Томпсона в клубе Juventus Track Club.
Выиграла юношеский чемпионат мира 2011 года с лучшим результатом в карьере (2.02,64), несмотря на травму лодыжки, полученную за месяц до соревнований. Спустя год вновь улучшила личный рекорд и стала чемпионкой мира среди юниоров в беге на 800 метров — 2.00,91.
В начале 2013 года подписала профессиональный контракт с компанией Adidas. В том же сезоне добилась первых взрослых успехов в карьере: выиграла зимний чемпионат страны и стала третьей летом. На чемпионате мира вышла в финал, где заняла шестое место с новым юниорским рекордом страны — 1.58,21.
В 2014 году в составе сборной США выиграла эстафету 4×800 метров на эстафетном мировом первенстве на Багамах с национальным рекордом 8.01,58.
На чемпионате мира в помещении 2016 года завоевала серебряную медаль на дистанции 800 метров, уступив только Франсине Нийонсабе из Бурунди.
Участвовала в Олимпийских играх в Рио-де-Жанейро, где завершила выступления на стадии полуфинала.
Окончила Университет Темпл с дипломом в области кинезиологии.

## Основные результаты
| Год  | Турнир                       | Место проведения          | Дисциплина               | Место      | Результат |
| ---- | ---------------------------- | ------------------------- | ------------------------ | ---------- | --------- |
| 2010 | Чемпионат мира среди юниоров | Монктон, Канада           | 800 м                    | 5-е        | 2.04,18   |
| 2011 | Чемпионат мира среди юношей  | Лилль, Франция            | 800 м                    | 1-е        | 2.02,64   |
| 2012 | Чемпионат мира среди юниоров | Барселона, Испания        | 800 м                    | 1-е        | 2.00,91   |
| 2013 | Чемпионат мира               | Москва, Россия            | 800 м                    | 6-е        | 1.58,21   |
| 2014 | Чемпионат мира в помещении   | Сопот, Польша             | 800 м                    | 9-е (заб.) | 2.02,90   |
| 2014 | Чемпионат мира по эстафетам  | Нассау, Багамские Острова | эстафета 4×800 м         | 1-е        | 8.01,58   |
| 2014 | Континентальный кубок        | Марракеш, Марокко         | 800 м                    | 2-е        | 2.00,07   |
| 2015 | Чемпионат мира по эстафетам  | Нассау, Багамские Острова | шведская эстафета 4000 м | 1-е        | 10.36,50  |
| 2016 | Чемпионат мира в помещении   | Портленд, США             | 800 м                    | 2-е        | 2.00,27   |
| 2016 | Олимпийские игры             | Рио-де-Жанейро, Бразилия  | 800 м                    | 12-е (1/2) | 1.59,75   |